# Rijkspolitie

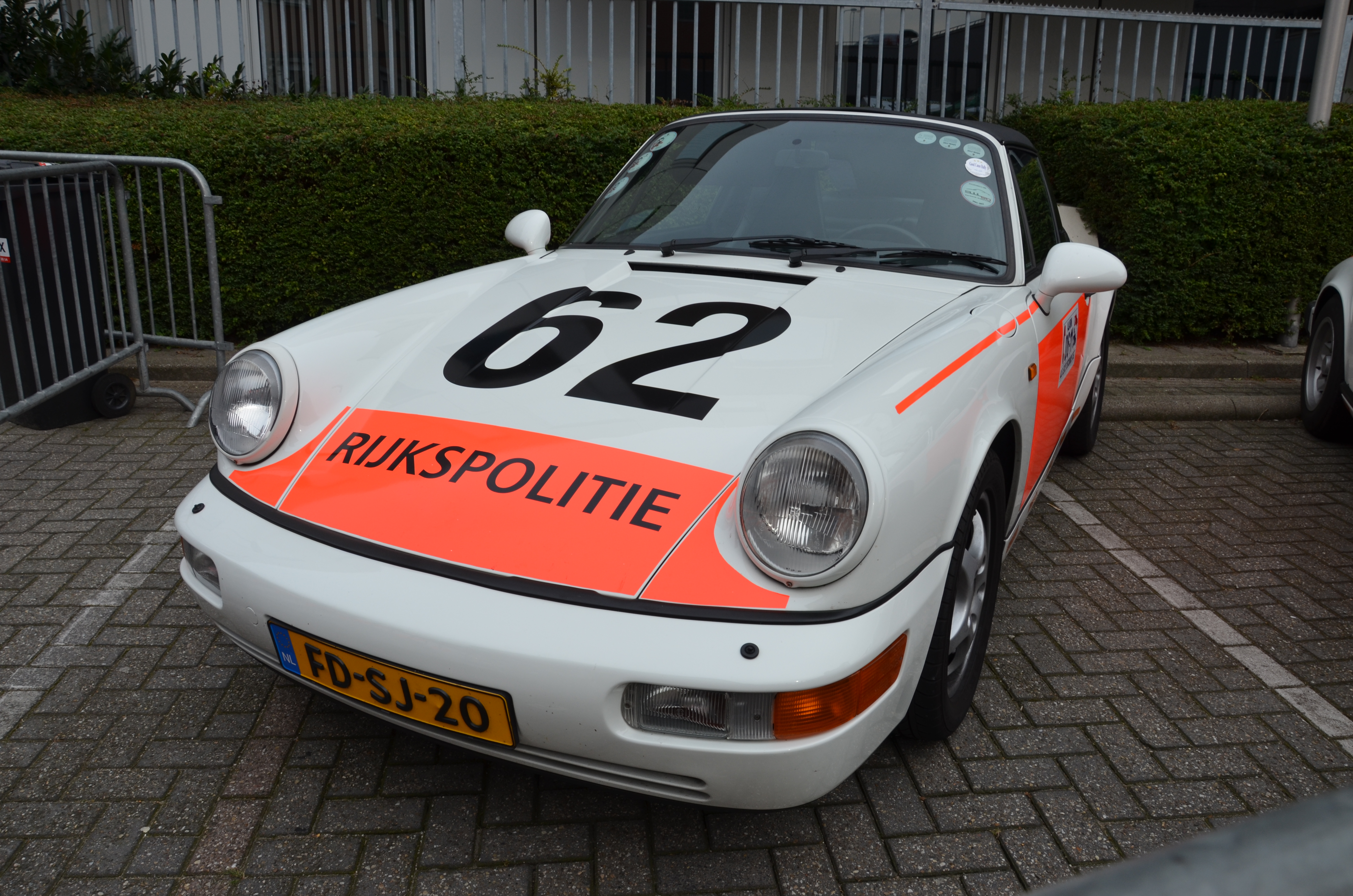
Rijkspolitieauto's op de snelwegen waren jarenlang Porsches

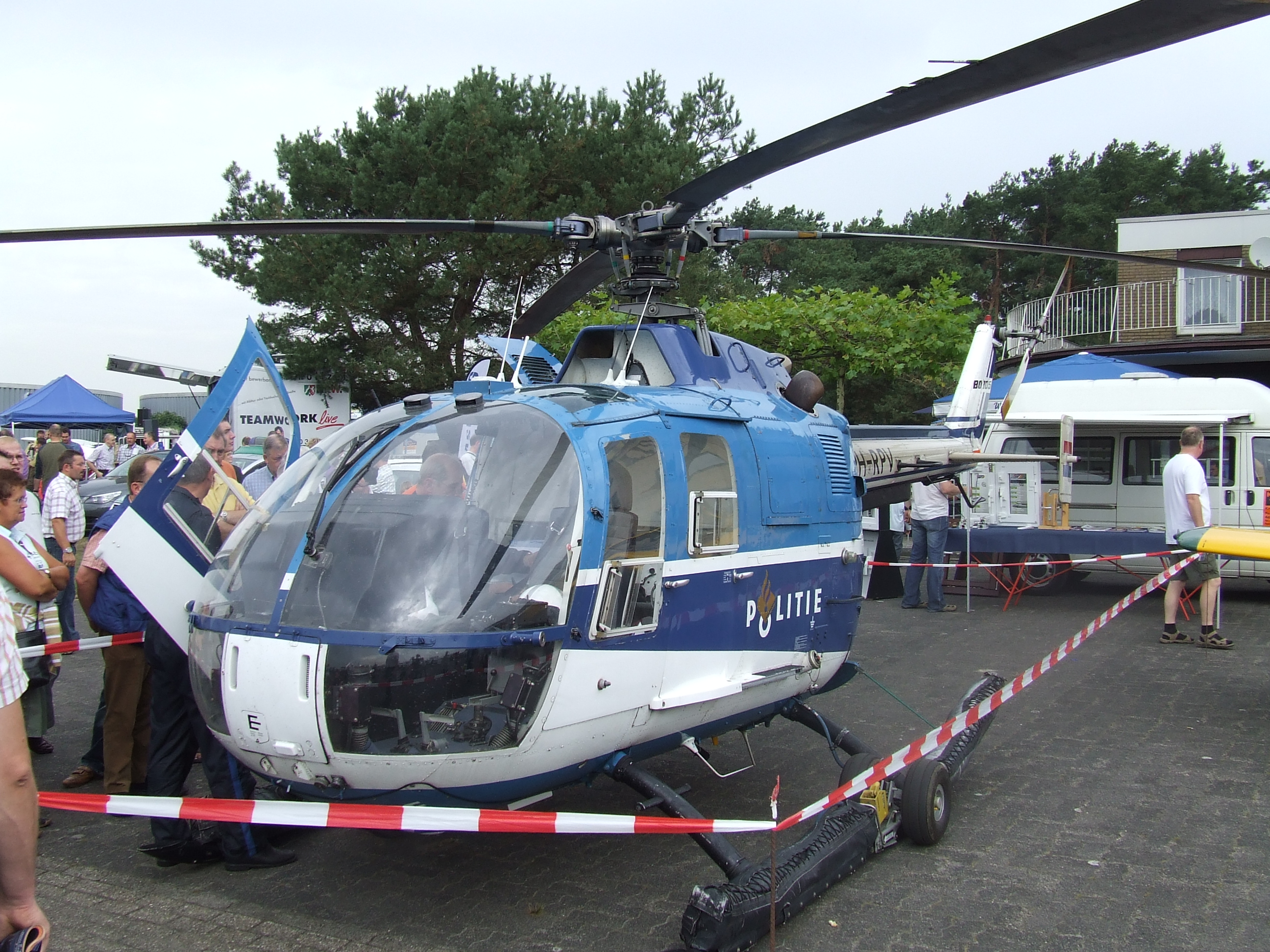
Helikopter van de Dienst Luchtvaart

Het Korps Rijkspolitie was van 1945 tot 1993 een onderdeel van de Nederlandse politie dat politietaken uitvoerde in gemeenten die geen eigen gemeentepolitie hadden. Het korps stond onder de bestuurlijke leiding van de minister van Justitie en was vooral te vinden in de kleinere gemeenten.
Het korps was ingedeeld in 23 (later 17) districten, met per district elk eigen specialistische afdelingen. Daarnaast waren er ook de landelijk opererende diensten zoals de Algemene Verkeersdienst Rijkspolitie, de Dienst Luchtvaart en de Rijkspolitie te Water. De rijkspolitie kan worden gezien als een voortzetting van de rijksveldwacht, de gemeenteveldwacht en de marechaussee van voor 1940.
Het Korps Rijkspolitie bestond tot het in werking treden van de Politiewet van 1993.

## Geschiedenis van de rijkspolitie
In 1945, direct na de Tweede Wereldoorlog, was er behoefte aan een vernieuwde organisatie van de politiediensten in Nederland. Van het vooroorlogse vertrouwen in de politie was amper nog sprake vanwege de dikwijls meegaande houding ten opzichte van de Duitse bezetter. Er moest een nieuwe dienst komen die de openbare orde kon waarborgen.
Op 8 november 1945 werd het Staatsbesluit genomen, dat de gemeentepolitie in aangewezen gemeenten werkte en dat in het overige deel van het land een Korps Rijkspolitie moest worden opgericht. Zo werd de Nederlandse politie van na de oorlog geboren. De slogan van het Korps Rijkspolitie was 'Plichtsgetrouw en steeds paraat'.
In eerste instantie werden 65 gemeenten aangewezen voor de gemeentepolitie, in de loop der jaren kwamen er nog eens 62 gemeenten bij. De gemeentepolitie opereerde vooral in gemeenten met meer dan 25.000 inwoners, de rijkspolitie meer in de kleinere steden en dorpen. De bestuurlijke leiding van het Korps Rijkspolitie lag bij de minister van Justitie, de leiding van de gemeentepolitie lag bij de minister van Binnenlandse zaken.
Het Korps Rijkspolitie omvatte al snel enkele duizenden mensen. Ze werden voorzien van een specifiek uniform en wapenuitrusting. In de jaren 60 had de politieorganisatie een duidelijke vorm gekregen. Toen de mensen die direct na de oorlog waren aangesteld in groten getale met pensioen gingen ontstonden er in de jaren 70 grote personeelstekorten. Het korps moest verjongen, wat tot uitbreiding van de opleidingsscholen leidde.
In 1993 werd de Nederlandse politie gereorganiseerd. De rijkspolitie werd daarbij opgeheven. Het politiewerk in de gemeenten zonder gemeentepolitie werd overgedragen aan nieuw opgerichte regiokorpsen en andere taken gingen naar het Korps Landelijke Politiediensten.

## Opleiding
De taak: “Zorgen voor een daadwerkelijke handhaving van de rechtsorde en hulp verlenen aan hen die deze behoeven” komt rechtstreeks uit de oude Politiewet en beschreef eigenlijk letterlijk de hoofdtaak van elke politieman/vrouw van de rijkspolitie.
De opleidingen vonden plaats op de rijkspolitiescholen, eerst in Arnhem en later Apeldoorn, Horn (Limburg) en Harlingen (Friesland), en duurden een jaar. Dit jaar bestond uit veel en hard leren opdat een afgestudeerde wachtmeester goed op de praktijk voorbereid werd ingezet.
Er werd meteen op gehamerd dat een rijkspolitieman allround diende te zijn en mentaal op zijn taak moest zijn ingesteld, een flinke portie wetskennis diende te hebben en goed diende te weten hoe de politieorganisatie werkte. Aan de hand van de praktijk werd geleerd hoe er moest worden gehandeld bij misdrijven, burenruzies, verkeersproblemen, ongevallen, overvallen, invallen, wanneer en hoe er met wapens werd omgegaan en EHBO werd toegepast. Dat hield meteen ook in dat fysiek veel van de aspirant-wachtmeesters gevergd werd; veel sport maakte dan ook deel uit van de opleiding.
Dit waren de op de rijkspolitieschool te leren vakken:
- Persoonlijkheidsvorming;
- Maatschappelijke vorming;
- Staatsinrichting;
- Politieorganisatie;
- Strafrecht;
- Strafvordering;
- Opsporingsleer;
- Praktisch optreden;
- Verkeer;
- Bijzondere Wetten (Jacht, vogels, warenwet, Drank- en horeca, Opiumwet, Wapenwet, Wet op de Lijkbezorging, Vleeskeuringswet, Veewet enz);
- Opmaken van processen-verbaal en rapporten;
- Nederlandse taal;
- Schieten;
- Exercitie;
- Wapenleer;
- Eerste Hulp Bij Ongelukken;
- Lichamelijke Opvoeding met nadruk op zwemmen, atletiek, boksen en judo.

## Specialisaties
Algemene Verkeersdienst. Verzorgde de bewaking van autosnelwegen in het hele land. Belangrijk daarbij waren  het berichtencentrum en de alarmcentrale in Driebergen van waaruit de wachtmeesters naar ongevallen, files of misdrijven werden gedirigeerd. Met opvallende oranje-witte Porsches en op BMW-motoren werkten zij er aan om kettingbotsingen te voorkomen, gaven ze eerste hulp, voerden controles uit en spoorden technische gebreken op. Er was ook een speciale ongevallendienst.
Op de Verkeersschool 'De Varenkamp' in Bilthoven kreeg iedere aankomende verkeersman een opleiding. Enkele vakken: een voortgezette cursus motoren, autorijden, slip- en bochtentechniek; verkeerswetgeving, optreden bij ongevallen, fotografie. 
Voor de bemanning van de technische patrouillewagen (TPW) was er nog een aparte autotechnische vakopleiding. Hun taak was onder meer het verlenen van technische assistentie bij ongevallen (zoals het verrichten van metingen en fotografisch vastleggen van ongevalssituaties), het markeren van wegafzettingen, afnemen van verhoren, het controleren van beladingen van vrachtauto's en hun wiellasten. De auto's die hierbij werden ingezet waren aanvankelijk de Citroën H in de vorm van de HY en later de H1600, gevolgd door de Volkswagen Transporter en de Mercedes-Benz L307.
De recherchegroep. De groep waarop bij moord of brand, diefstal of vermissing, inbraak, uitbraak of vervalsing, altijd landelijk een beroep op werd gedaan. De recherchegroep had een documentatiesysteem waarin allerlei daderprofielen waren opgenomen. Ook onderhield men nauw contact met nationale en internationale politie instanties. De tactische recherche hield zich dus bezig met opsporingswerk. De technische recherche daarentegen was ingespeeld op vastleggen van sporen op bv. wapens en brandkasten, identificatie van vingerafdrukken en het opsporen van 'stille getuigen'.
Alle aankomend rechercheurs van rijks- en gemeentepolitie kregen hun opleiding aan de Rechercheschool in Wolfheze. Het studieprogramma omvatte onder andere de vakken: juridisch strafrecht en strafvordering, criminele tactiek, opsporingsleer, criminalistiek en gerechtelijke geneeskunde
Postale Recherche. Het onderdeel dat vanaf 1947 interne onderzoeken deed bij het Staatsbedrijf PTT tot aan de privatisering in 1989. Beheersmatig onder het Korps Rijkspolitie en beleidsmatig onder de Procureur Generaal. Er waren vestigingen in Leeuwarden, Arnhem, 's-Hertogenbosch, 's-Gravenhage met een dependance in Rotterdam, Amsterdam met een dependance in Utrecht.In het totaal waren er ongeveer 50 rechercheurs werkzaam, Aan iedere rechercheur was een Postdeskundige verbonden die de interne gang van zaken binnen de PTT goed kende. In het begin waren het vooral de onderzoeken binnen de Post tak van het bedrijf. Later kwamen daar onderzoeken bij van de telefoondienst en de Postbank. In de laatste periode hadden de onderzoeken met de betaalmiddelen de boventoon. Na de privatisering van het bedoelde Staatsbedrijf werd de Postale Recherche opgeheven. De rechercheurs gingen over naar de Recherchedienst Betalingsverkeer en de Postdeskundigen bleven bij de Post Nl.
Recherchedienst Betalingsverkeer. Belast met de bestrijding van de misdaad in het totale cheque en waardeverkeer van alle in Nederland gevestigde banken. Vestigingen waren in dezelfde steden als bij de voormalige Postale Recherche. Bovendien was er een Landelijk Coördinatie Punt Betalingsverkeer. Daar kwamen alle zaken binnen en vond de coördinatie plaats. De onderzoeken werden zoveel mogelijk in teamverband met de lokale politie gedaan. Vaak waren dit bovenregionale en internationale onderzoeken.
Rijkspolitie te Water, de toezichthouders van de RP op de scheepvaart over al het Nederlandse vaarwater, Rijn, Maas, Waal en IJssel, maar ook op de Friese meren en de Zeeuwse wateren. RP te water trad op bij misdrijven en aanvaringen, signaleerde technische mankementen en verrichten in het algemeen de politiedienst te water.
Voor veel Nederlandse en Europese binnenschippers was de RP te water een graag geziene collega. Over het algemeen bezaten degenen die bij deze dienst waren geplaatst een ruime algemene ervaring op de binnenvaart.
Bereden groepen. Deze dienst bestond uit zo'n 65 beredenen (6 groepen van ieder organiek 11 mensen) en opereerde slechts in enkele districten. RP'ers te paard surveilleerden in bossen, duinen en op het strand. Ook hielpen zij bij sportevenementen, festiviteiten e.d. Tevens begeleidden ze op Prinsjesdag de Gouden Koets.
Dienst Luchtvaart; beveiliger van de luchthavens.
Rechercheurs surveilleerden daar en controleerden tevens op het bezit van verboden wapens, explosieven, drugs enz.
De vliegdienst hield vrijwel zonder onderbreking twee Cessna’s en later twee helikopters van het type BO-105 in de lucht, voornamelijk boven de snelwegen. In samenwerking met de AVD werd het snelverkeer nauwlettend in de gaten gehouden en vanuit de lucht kreeg het berichtencentrum de meldingen door, waarna de AVD kon ingrijpen. Met behulp van luchtfotografie bereikte de Dienst Luchtvaart opmerkelijke resultaten bij het registreren en reconstrueren van misdrijven van velerlei aard.
Parketgroep. De RP had speciale parketgroepen die dienstdeden in de rechtszaal en zorgden voor transport van gevangenen en het uitbrengen van dagvaardingen.
Mobiele Eenheid (ME). Iedere RP'er maakte weleens deel uit van een Mobiele Eenheid. Een ME-groep kon nodig zijn om rellen en opstootjes te beteugelen. Het spreekt vanzelf dat men hiervoor ook weer een aparte opleiding en uitrusting kreeg.
 Dienst Persoonsbeveiliging (DPRP). De Dienst Persoonsbeveiliging Rijkspolitie de bewakers van de Democratie. Speciaal opgeleide beveiligers in kostuum belast met de beveiliging van Nederlandse hoogwaardigheidsbekleders (met name ministers) en buitenlandse hoogwaardigheidsbekleders, bijvoorbeeld de ambassadeurs van Israël en de Verenigde Staten. Ook tijdens het Pastoraal bezoek van paus Johannes Paulus II aan Nederland in mei 1985 was de DPRP van de partij. De Dienst Persoonsbeveiliging werd samengevoegd met de Veiligheidsdienst Koninklijk Huis (VDKH) en het VIP-team van gemeentepolitie Den Haag, wat na de reorganisatie in 1993 de Dienst Koninklijk en Diplomatieke Beveiliging (DKDB) is geworden.
Veldpolitie, bestaande uit totaal zeven groepen die onder meer milieuhandhaving en dierenwelzijn in hun takenpakket hadden.

## Rangen
Het rangenstelsel binnen de rijkspolitie: (van hoog naar laag)
Officieren:
- Inspecteur-generaal - Een lauwerkrans met 2 sterren
- Dirigerend officier der 1e klasse, "Kolonel" - Een balk met 3 sterren
- Dirigerend officier der 2e klasse, "Overste" - Een balk met 2 sterren
- Dirigerend officier der 3e klasse, "Majoor" - Een balk met 1 ster
- Officier der 1e klasse, "Kapitein" - 3 sterren
- Officier der 2e klasse, "Luitenant" - 2 sterren
- Aspirant hogere politieambtenaar - 1 ster

Executief personeel:
- Adjudant - Een stip
- Opperwachtmeester - Een lauwerkrans met 2 gekruiste zwaarden erin
- Wachtmeester der 1e klasse - 3 strepen
- Wachtmeester - 2 strepen
- Aspirant - 1 streep

De rang van adjudant is bij de invoering van de Politiewet 1993 vervallen. Alle adjudanten werden toen automatisch inspecteur.